# Stevenote

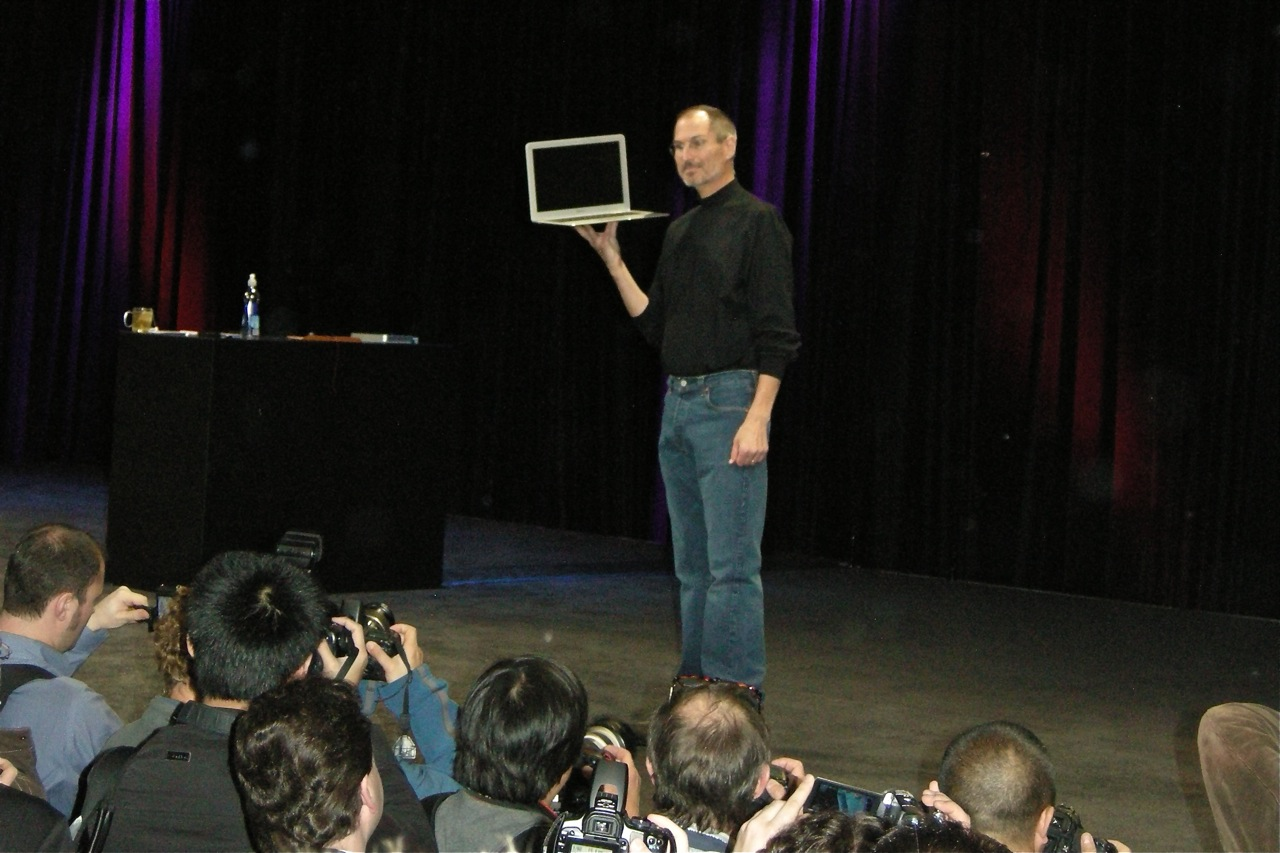
Steve Jobs présentant le MacBook Air en 2008.

Une Stevenote (qui vient de Steve Jobs et de keynote, discours principal en anglais) est un discours d'ouverture de Steve Jobs au nom de la société Apple lors de divers événements. Le dirigeant de la société informatique est connu pour son style oratoire enthousiaste et son talent pour le suspense, notamment au cours de ses discours aux conférences des salons Macworld. La singularité de ses discours de présentation a conduit bien des gens dans la communauté Macintosh anglophone à appeler ses keynotes des Stevenotes.

## Caractéristiques
Chaque Stevenote attire les fans d'Apple, qui spéculent sur les produits qui y seront annoncés. Certaines ont été retransmises sur Internet, principalement pour montrer les possibilités des serveurs Apple. Cette possibilité est rare car le million de personnes connectées simultanément demande des moyens financiers et logistiques très importants. La plupart du temps, les fans doivent donc suivre les discours d'ouverture grâce aux retransmissions textuelles des sites amateurs.
Steve Jobs est généralement celui qui anime ces discours d'ouverture, par lesquels sont présentés au public tous les nouveaux produits d'Apple. Steve Jobs y est toujours habillé en pantalon jeans bleu et pull noir à col roulé, conçu par le designer japonais Issey Miyake.
Le dirigeant d'Apple utilise un ton ironique, voire sarcastique, pour décocher quelques piques à Microsoft, le principal concurrent d'Apple.

## Déroulement
Une Stevenote commence par l'annonce des résultats financiers de l'entreprise et de certains chiffres, comme les ventes de morceaux en ligne.
Après ce récapitulatif, s'ensuivent les annonces sur les nouveaux produits et les mises à jour de produits existants. Très souvent, Jobs laisse sa place à d'autres dirigeants de Apple plus spécialisés (comme Scott Forstall pour les produits mobiles et iOS, Phil Schiller pour tout ce qui est Mac, Eddy Cue pour iCloud entre autres, Tim Cook pour l'économie, Jony Ive pour le design...). Généralement, Steve Jobs explique l'intérêt du produit sur scène et en fait la démonstration. Derrière lui, un écran géant présente les produits sous forme de diaporama en synchronisation avec ce qu'il présente : on y entrevoit des photos et des vidéos des produits, ainsi que leurs caractéristiques techniques. Un certain nombre de Keynote se sont terminées avec un « One more thing », une expression prononcée à la toute fin de la conférence par Steve Jobs pour présenter un nouveau produit ou service, ce qui réjouit généralement le public.

## Historique des Stevenotes
- 17 septembre 1998 : Apple Expo Paris, Keynote d'ouverture au palais des sports de la Porte de Versailles. Steve Jobs présente la version originale de l'iMac[2].
- 10 juin 2007 / WWDC à San Francisco / Dévoilement de la mouture pré-finale de Léopard, Safari sur Windows, iPhone et les applications tierces
- 10 janvier 2007 / Macworld Conference & Expo à San Francisco / Annonce et présentation de l'iPhone pour la première fois. L'iTV est renommé en Apple TV. Apple Computers Inc. devient Apple
- Août 2006 / Worldwide Developers Conference / Annonce du nouveau Mac Pro et du Xserve. Première présentation de Mac OS X 10.5 Leopard
- Macworld Conference & Expo 2007 (9-01-2007): Présentation de l'iPhone 2G et de iPhone OS 1
- Macworld Conference & Expo 2008 (16-01-2008): présentation du premier MacBook Air
- Keynote du 06-03-2008 : iPhone Software Roadmap, présentation de iPhone Software 2.0
- WWDC 2008 (9-06-2008) : présentation de l'iPhone 3G et de MobileMe
- Keynote du 09-09-2008 : présentation des iPod Nano 4G, iPod Classic 6G, iPod Touch 3G et de l'iPod Shuffle 2G (nouvelles couleurs disponibles) .
- Keynote du 14-10-2008 : nouveaux notebooks : MacBook Pro, MacBook Air, MacBook "unibody"
- WWDC 2009 (9-06-2009) : présentation de l'iPhone 3GS, des MacBook Pro 2009 et de Mac OS X 10.6 Snow Leopard
- Keynote du 27-01-2010 : présentation de l'iPad
- Keynote du 8-04-2010 : présentation de iOS 4
- WWDC 2010 (7-06-2010) : présentation de l'iPhone 4 (Retina Display. « One More Thing » : FaceTime)
- Keynote du 1-09-2010 : présentation des nouveaux iPod Nano, iPod Touch & iPod Shuffle 2010, de iTunes 10 et de l'Apple TV 2.
- Keynote du 20-10-2010 : présentation du MacBookAir 2010, aperçu de Mac OS X 10.7 Lion et de iLife '11.
- Keynote du 2-03-2011 : présentation de l'iPad 2, de iOS 4.3 et de GarageBand et iMovie pour iOS.
- WWDC 2011 : dernière Keynote de Steve Jobs, Présentation de Mac OS X 10.7 Lion, de iOS 5 et iCloud. « One More Thing » : "iTunes Match"
- Keynote du 4-10-2011 : première Keynote de Tim Cook en tant que CEO d'Apple, présentation de l'iPhone 4S, lancement de iOS 5 et de iCloud.
- Keynote du 09-09-2014 : présentation l'iPhone 6, l'iPhone 6 Plus. « One More Thing » : la première montre d'Apple, l'Apple Watch.
- Keynote du 09-09-2015 : présentation l'IPhone 6s, l'Phone 6s Plus, l'IPad Pro, la nouvelle Apple TV.

Liste non exhaustive

## Parodie
Ce type d'événement a laissé une empreinte dans la culture populaire et inspire notamment des sketchs parodiques :
- Un air d'Enfoirés, avec Bénabar — dans le rôle de l'orateur — incitant à acheter le DVD du spectacle caritatif.